# Capsella
Pour l’article ayant un titre homophone, voir Capsela.
Genre
Classification APG IV (2016)
Capsella est un genre de plantes herbacées de la famille des Brassicaceae. C'est notamment le genre des bourses à pasteurs telles que Capsella bursa-pastoris.

## Liste d'espèces
Selon BioLib (13 mai 2021) :
- Capsella bursa-pastoris (L.) Medik.
- Capsella grandiflora (Fauché & Chaub.) Boiss.
- Capsella heegeri Solms
- Capsella lycia Stapf
- Capsella orientalis Klokov
- Capsella rubella Reut.